# Orova vas
Orova vas je naselje v Občini Polzela.